# Harkeria angustivalva
Harkeria angustivalva är en stekelart som först beskrevs av Jaroslav Stary 1959.  Harkeria angustivalva ingår i släktet Harkeria och familjen bracksteklar. Inga underarter finns listade i Catalogue of Life.